# Eleonoro Aronne
Eleonoro Aronne (* 9. Mai 1799 in Serrone; † 3. April 1887 in Montalto delle Marche) war ein italienischer Bischof der römisch-katholischen Kirche.

## Leben
Am 22. Dezember 1821 empfing Eleonoro Aronne das Sakrament der Priesterweihe. Er wurde am 20. November 1826 durch die Universität La Sapienza zum Doktor der Theologie und am 4. Februar 1842 durch dieselbe Universität zum Doctor iuris utriusque promoviert. Danach war er Professor der Theologie am Priesterseminar seiner Heimatdiözese Palestrina und Apostolischer Auditor beim Königreich beider Sizilien. Er trat am 28. Juli 1841 als Consultor der Kongregation für die Bischöfe und Regularen in den Dienst der Kurie. Am 22. Februar 1842 wurde Eleonoro Aronne zum Generalvikar des suburbikarischen Bistums Palestrina ernannt.
Papst Gregor XVI. ernannte ihn am 22. Juli 1842 zum Titularbischof von Lystra. Die Bischofsweihe spendete ihm am 11. September desselben Jahres der Kardinalbischof von Palestrina Vincenzo Macchi; Mitkonsekratoren waren der Bischof von Anagni, Vincenzo Annovazzi, und der Bischof von Ferentino, Antonio Benedetto Antonucci. Papst Pius I. ernannte ihn am 21. Dezember 1846 zum Bischof von Montalto und am 8. Januar 1847 zum Päpstlichen Thronassistenten.